# 重齿玄参
重齿玄参（学名：Scrophularia diplodonta）为玄参科玄参属下的一个种。

## 扩展阅读
維基物種上的相關：重齿玄参